# 마티아스 치머만
마티아스 위르겐 치머만(Matthias Jürgen Zimmermann, 1992년 6월 16일~ )은 독일의 축구 선수이다.